# Utrechts Studenten Koor en Orkest
Het Utrechts Studenten Koor en Orkest (USKO) is opgericht op 5 oktober 1945 door dirigent Hans Brandts Buys. Het heeft onder muzikale leiding gestaan van onder meer Jaap Hillen en Harold Lenselink. Anno 2024 is het USKO met zo'n 200 leden een van de grootste studentenmuziekgezelschappen in Nederland.

## Geschiedenis
De voorloper van het USKO was een Utrechts cantate-ensemble voor studenten, dat Brandts Buys in 1941 had opgericht. De uitvoeringen waren illegaal, omdat er veel ondergedoken studenten aan meededen. De alsmaar zwaarder wordende oorlogsomstandigheden maakten dat de uitvoeringen eind 1944 stilvielen. Na de oorlog wilde Brandts Buys een laagdrempelig studentenmuziekgezelschap dat op dezelfde leest geschoeid was als de cantategroep: de eenheid en verbroedering die tijdens de oorlog onder de Utrechtse studenten was ontstaan, moest vastgehouden worden. Hoewel in het begin de traditionele studentenverenigingen (Utrechtsch Studenten Corps, Utrechtse Vrouwelijke Studenten Vereniging, S.S.R., Veritas en Unitas) een belangrijke rol speelden in het bestuur van het USKO, is het USKO sinds 1950 geheel zelfstandig. Het USKO groeide uit tot het belangrijkste Utrechtse muziekgezelschap voor studenten.
In het Bachjaar 1950 vestigde Brandts Buys de naam van het USKO door de groots opgezette Bachherdenking. Het aantal leden bleef vanaf de jaren 1950-1960 groeien (mede doordat het USKO het enige muziekgezelschap was waar elke student lid van het koor mag worden zonder auditie te doen) tot 452 leden in 1968. Sindsdien is het USKO weer gekrompen tot zo'n 200 leden anno 2024.

### Dirigenten
Het Utrechts Studenten Koor en Orkest heeft onder muzikale leiding gestaan van:
| Periode      | Dirigent                  | Opmerkingen |
| ------------ | ------------------------- | ----------- |
| 1945 - 1959  | Hans Brandts Buys         |             |
| 1959 - 1984  | Jaap Hillen               |             |
| 1984 - 2001  | Harold Lenselink          |             |
| 2001 - 2007  | Johan Rooze               |             |
| 2008         | Harold Lenselink          | ad interim  |
| 2008 - 2020  | Gilles Michels            |             |
| 2020 - 2021  | Béni Csillag (koor)       | ad interim  |
| 2020 - 2021  | Anthony Scheffer (orkest) | ad interim  |
| 2021 - heden | Stijn Berkouwer           |             |

## Concerten en tournee
Het USKO heeft per collegejaar doorgaans drie concertreeksen: het Bachprogramma en twee andere programma’s. 

### Bachconcerten
Vast onderdeel van het jaarprogramma is een groot werk van Johann Sebastian Bach: in een driejaarlijkse cyclus worden achtereenvolgens de Matthäus-Passion, de Johannes-Passion en de Hohe Messe van Bach uitgevoerd. De Passieconcerten vinden plaats in de weken voor Pasen, de Hohe Messe wordt vaak in de zomer uitgevoerd. Tijdens de tweede week van de kerstvakantie is er traditioneel een repetitiekamp, waarin het werk van Bach in één week wordt ingestudeerd.  

#### Tournee
Na de Bachconcerten in Nederland gaat het USKO vrijwel ieder jaar op tournee naar het buitenland. In het verleden zijn de volgende bestemmingen aangedaan:
| Jaar | Bestemmingen                                   | Bachwerk          |
| ---- | ---------------------------------------------- | ----------------- |
| 1947 | Basel, Bern                                    |                   |
| 1952 | Remscheid                                      | Johannes-Passion  |
| 1959 | Luxemburg                                      |                   |
| 1960 | Turijn                                         |                   |
| 1961 | Istanboel                                      |                   |
| 1966 | Arnhem, Venetië, Bologna, Florence             |                   |
| 1967 | Gent, Parijs                                   | Hohe Messe        |
| 1969 | Krakau, Warschau, Szczecin                     | Johannes-Passion  |
| 1973 | Parijs, Gent                                   | Hohe Messe        |
| 1977 | Szczecin, Warschau, Katowice                   | Hohe Messe        |
| 1979 | Grimbergen, Knokke-Heist                       | Hohe Messe        |
| 1981 | Monza, Lecco, Seregno, Ferrara                 | Johannes-Passion  |
| 1982 | Modena, Venetië, Carpi, Reggio Emilia          | Hohe Messe        |
| 1983 | Saint-Nicolas-de-Port, Pont-à-Mousson          | Matthäus-Passion  |
| 1985 | Como, Lecco                                    | Hohe Messe        |
| 1986 | Israël                                         |                   |
| 1987 | Szczecin, Wejherowo, Gdańsk                    | Johannes-Passion  |
| 1988 | Padua, Bologna, Faenza                         | Hohe Messe        |
| 1990 | Barzanò, Bergamo, Como, Lecco                  | Johannes-Passion  |
| 1991 | Praag, Olomouc, Jihlava                        | Hohe Messe        |
| 1992 | Lorca, Jumilla, Yecla, Murcia                  | Matthäus-Passion  |
| 1993 | Vaison-la-Romaine, Manosque, Cavaillon         | Johannes-Passion  |
| 1994 | Blanes, Girona, Montserrat, Barcelona, Malgrat | Hohe Messe        |
| 1995 | Jihlava, Brno, Praag                           | Matthäus-Passion  |
| 1996 | Porto, Aveiro, Lissabon                        | Johannes-Passion  |
| 1997 | Trente, Verona, Padua                          | Hohe Messe        |
| 1998 | Valladolid, Salamanca, Madrid                  | Matthäus-Passion  |
| 1999 | Chartres, Châteauroux                          | Johannes-Passion  |
| 2000 | Coimbra, Leiria, Porto, Tui                    | Hohe Messe        |
| 2001 | Riga, Liepāja                                  | Matthäus-Passion  |
| 2002 | Wenen, Bad Ischl, Hall in Tirol                | Johannes-Passion  |
| 2003 | Nova Gorica, Zagreb, Zadar, Osor               | Hohe Messe        |
| 2004 | Littlehampton, Londen, Bournemouth             | Matthäus-Passion  |
| 2005 | Boedapest, Keszthely, Rabka, Krakau            | Johannes-Passion  |
| 2006 | Tampere, Sint-Petersburg, Tartu, Tallinn       | Hohe Messe        |
| 2007 | Ordino, Lloret de Mar, Girona, Tossa de Mar    | Matthäus-Passion  |
| 2008 | Terni, Assisi, Foligno                         | Johannes-Passion  |
| 2009 | Parijs, Annecy, Biel/Bienne, Metz              | Hohe Messe        |
| 2010 | Leipzig, Gera, Berlijn, Mühlhausen             | Matthäus-Passion  |
| 2011 | Malmö, Lund, Göteborg, Kopenhagen              | Johannes-Passion  |
| 2012 | Hythe, Dorchester, Kendal, Cheltenham          | Hohe Messe        |
| 2013 | Wenen, Mistelbach an der Zaya, Praag           | Matthäus-Passion  |
| 2014 | Leuven, Metz, Straatsburg, Luxemburg           | Johannes-Passion  |
| 2015 | Bologna, Spello, Rome, Verona                  | Hohe Messe        |
| 2016 | Krakau, Bratislava, Boedapest                  | Matthäus-Passion  |
| 2017 | Nottingham, Edinburgh, York, Manchester        | Johannes-Passion  |
| 2018 | Salzburg, Praag, Dresden, Leipzig              | Hohe Messe        |
| 2019 | Odense, Göteborg, Kopenhagen                   | Matthäus-Passion  |
| 2020 | Ljubljana, Triëst, Pula, Wenen (afgelast)      | Johannes-Passion  |
| 2021 | Harlingen, Den Burg, Terschelling (afgelast)   | BWV 227, BWV 1068 |
| 2022 | Medemblik, Den Burg, Groningen                 | Hohe Messe        |
| 2023 | Keulen (uitwisseling)                          |                   |
| 2024 | München, Ljubljana, Pula                       | Johannes-Passion  |
| 2025 | Wrocław, Brno, Dresden                         | Hohe Messe        |

### Concertreeksen
Tijdens de resterende twee concertreeksen van het jaar worden (vaak bekende) werken van andere componisten uitgevoerd. In de afgelopen jaren zijn onder meer de Messiah van Händel, de Carmina Burana van Carl Orff, de Vijfde Symfonie van Beethoven en de requiems van Mozart, Verdi en Brahms uitgevoerd. Maar ook werken van minder bekende componisten komen aan bod, zoals de Trilogie van Julius Röntgen of het De Profundis van Mikalojus Konstantinas Čiurlionis.
In 1995 bestond het USKO vijftig jaar. Dit werd gevierd met onder andere een lustrumconcert in muziekcentrum Vredenburg, waar drie stukken werden uitgevoerd: Nachtlied van Robert Schumann, Cantica Artis van Alexander Comitas en Messa di Gloria van G. Puccini. In 2005 is het zestigjarige bestaan gevierd met onder andere de uitvoering van een opdrachtcompositie van Paul Pleyers in Vredenburg. In 2010 werd het dertiende lustrum gevierd met een concert in het Concertgebouw van Amsterdam, waarbij werken van Bruckner, Tsjaikovski, Brahms en Eisenga zijn uitgevoerd.

## Studentenleven
Behalve als muziekgezelschap speelt het USKO een belangrijke rol in het sociale leven van Utrechtse studenten. Tot halverwege de jaren 1990 vonden de repetities plaats in Het Cantoraat aan de Oudegracht en werd er na afloop geborreld in theatercafé 't Hoogt. Sindsdien vinden de repetities plaats in het universitair cultureel centrum Parnassos en wordt er nageborreld in de bar van Parnassos.
Ook worden er met regelmaat ledenactiviteiten, feesten en gala's georganiseerd. Het lustrumgala van 2010 vond plaats in de Domtoren van Utrecht.

## R-USKO
Het R-USKO is de reünistenvereniging van het USKO. In 2001 richtten vijf oud-leden van het USKO het R-USKO op: Anne Brouwer, Frans Alkemade, Laura Hak, Liesbeth van der Luit en Michiel Jonkers. Met regelmaat worden muziekweekeinden en "tournettes" (korte tournees in het buitenland) voor oud-leden georganiseerd.

## Trivia
Verschillende oud-leden van het USKO zijn later bekend geworden, onder wie Herman van Veen, die tijdens zijn studie in Utrecht viool heeft gespeeld in het orkest, Otto Tausk en Jos van Veldhoven.
In 2005 kreeg Frans Alkemade, na ruim 20 jaar onbezoldigd de koorrepetities met piano te hebben begeleid, een lintje voor zijn inzet (Ridder in de orde van Oranje Nassau).
Een afsplitsing van het USKO vormde in 1964 de Utrechtse Studenten Cantorij, dat zich richt op koorzang op kleinere schaal. Ook Studentenvrouwenkoor Medusa, opgericht in 1984, is voortgekomen uit het USKO.